# Byssus
«  Barbe (coquillages) » redirige ici. Pour les autres significations, voir Barbe (homonymie).

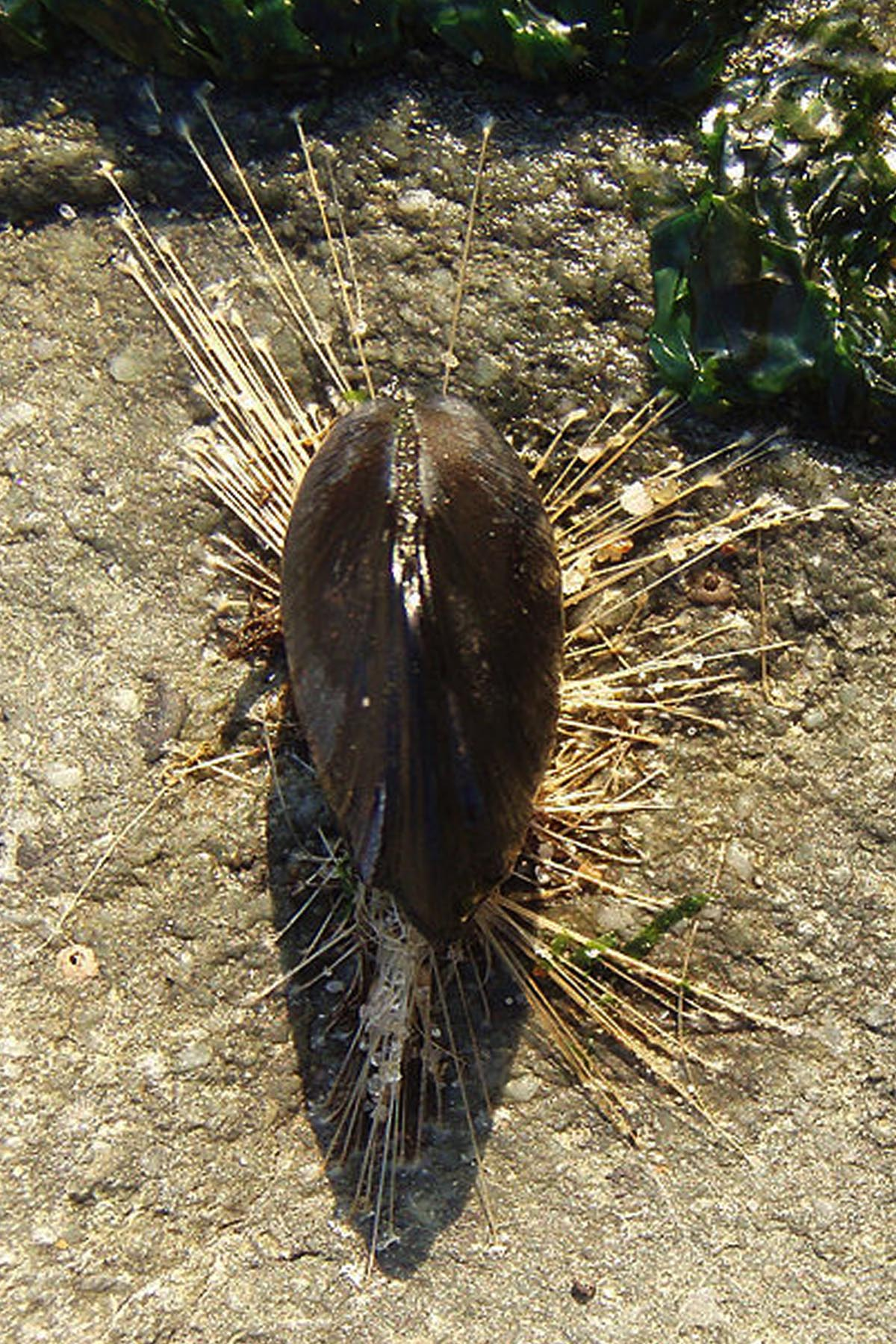
Une moule et son byssus. Ocean Beach, à San Francisco (Californie, États-Unis).

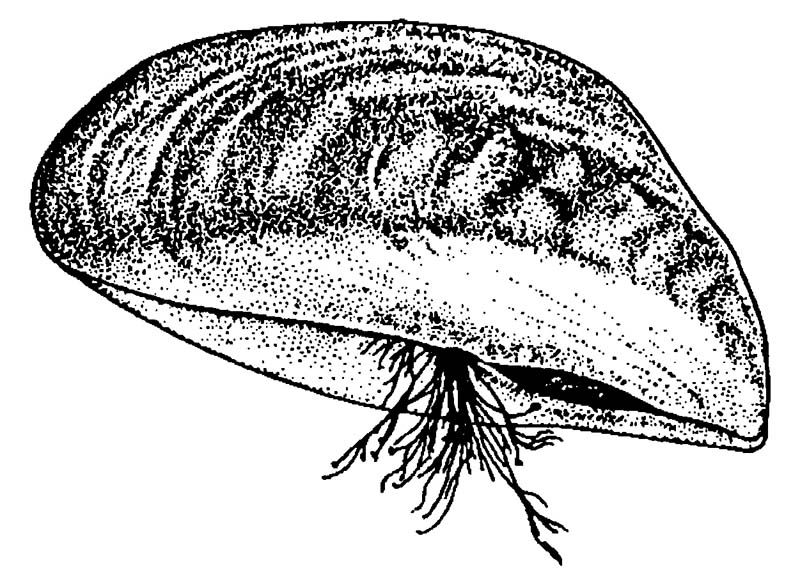
Byssus de la Moule zébrée (Dreissena polymorpha).

Le byssus (du grec βύσσος / bússos, « lin fin ») est un ensemble de fibres sécrétées par certains mollusques bivalves et qui leur permet d'adhérer au substrat. Pour les mollusques comestibles (comme les moules), ce byssus est appelé barbe et est enlevé (ébarbé) avant la cuisson (en technique culinaire, on parle d'ébarbage).

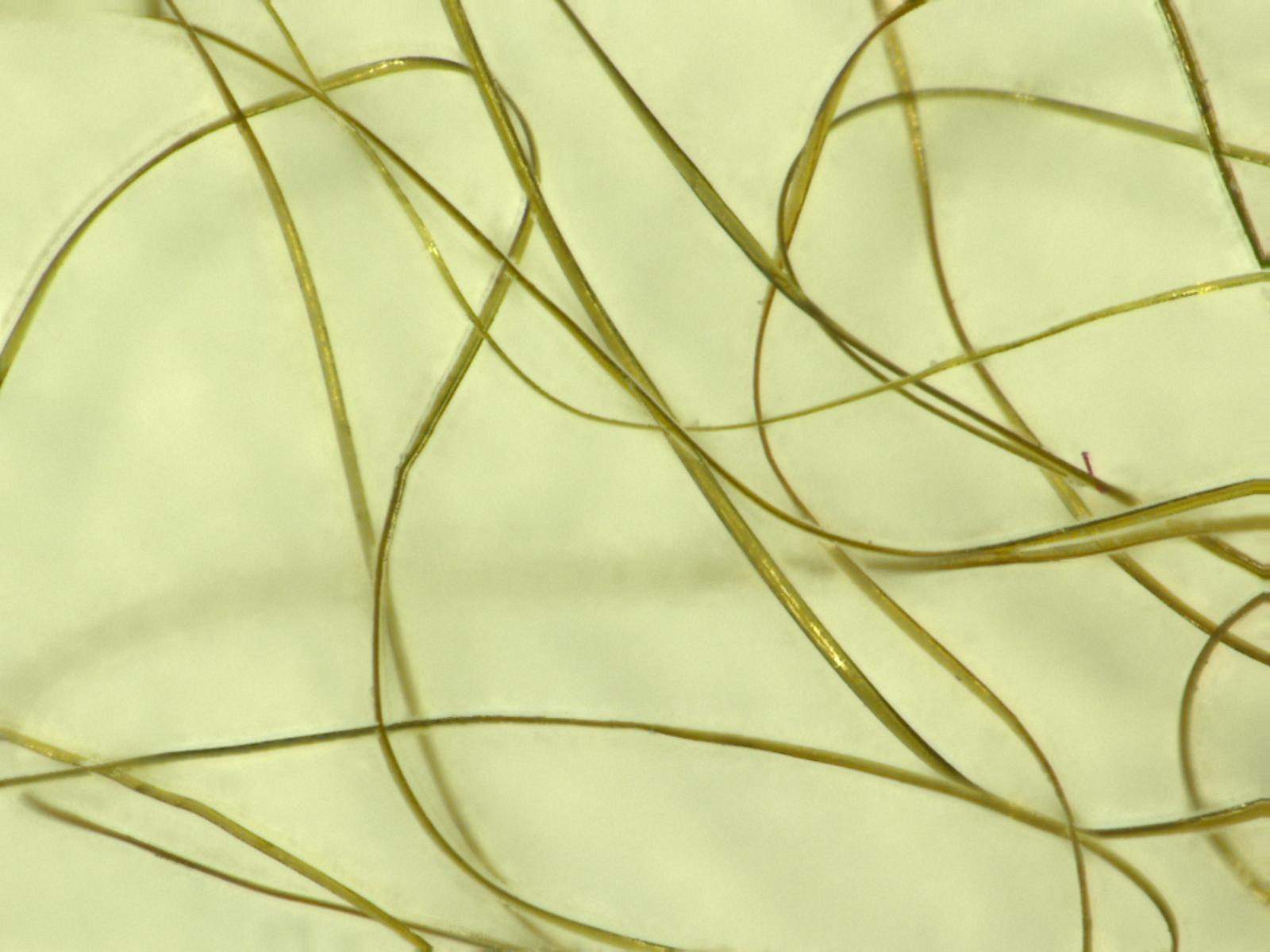
Détail d'un Byssus.
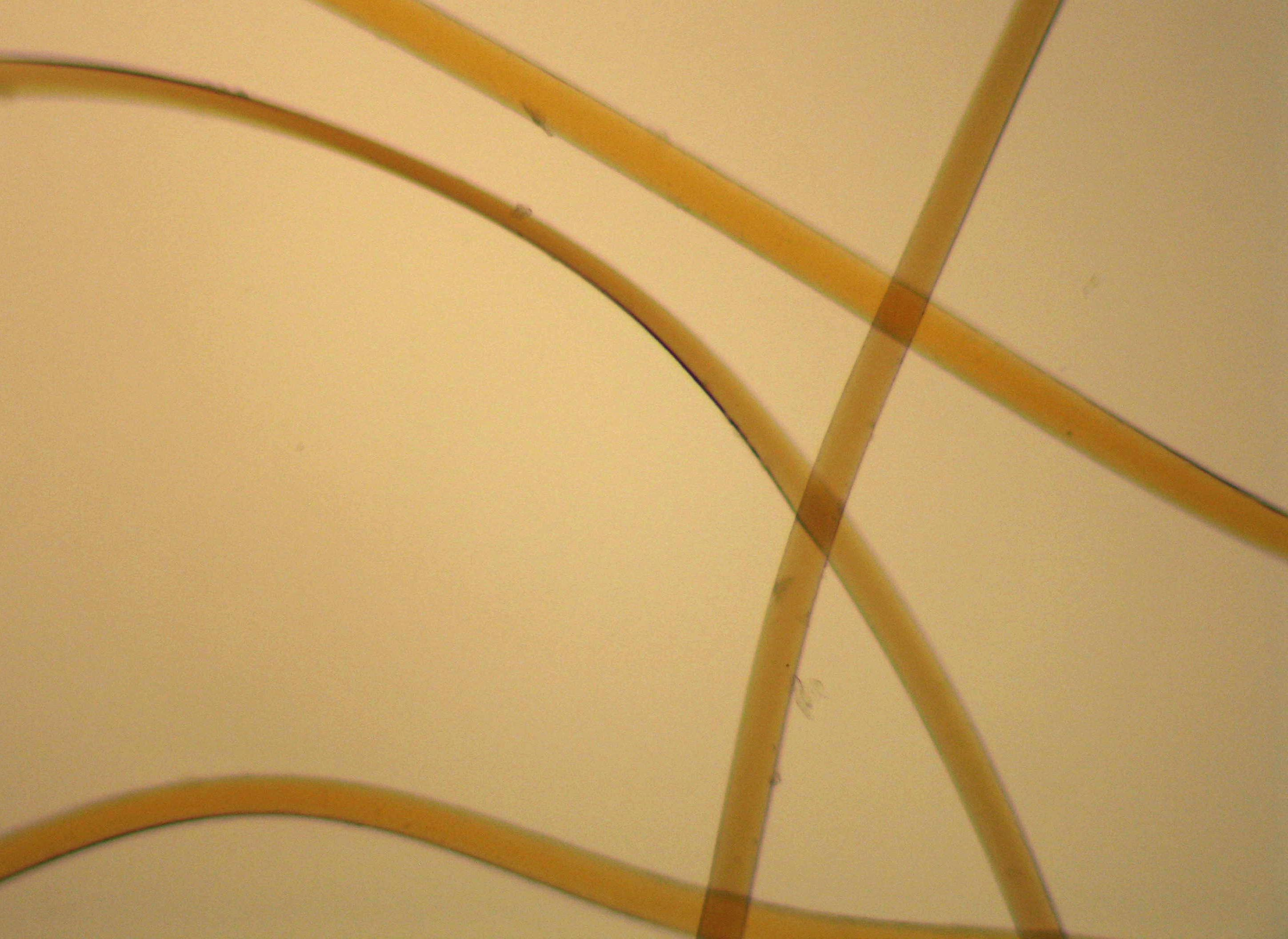
Agrandissement.
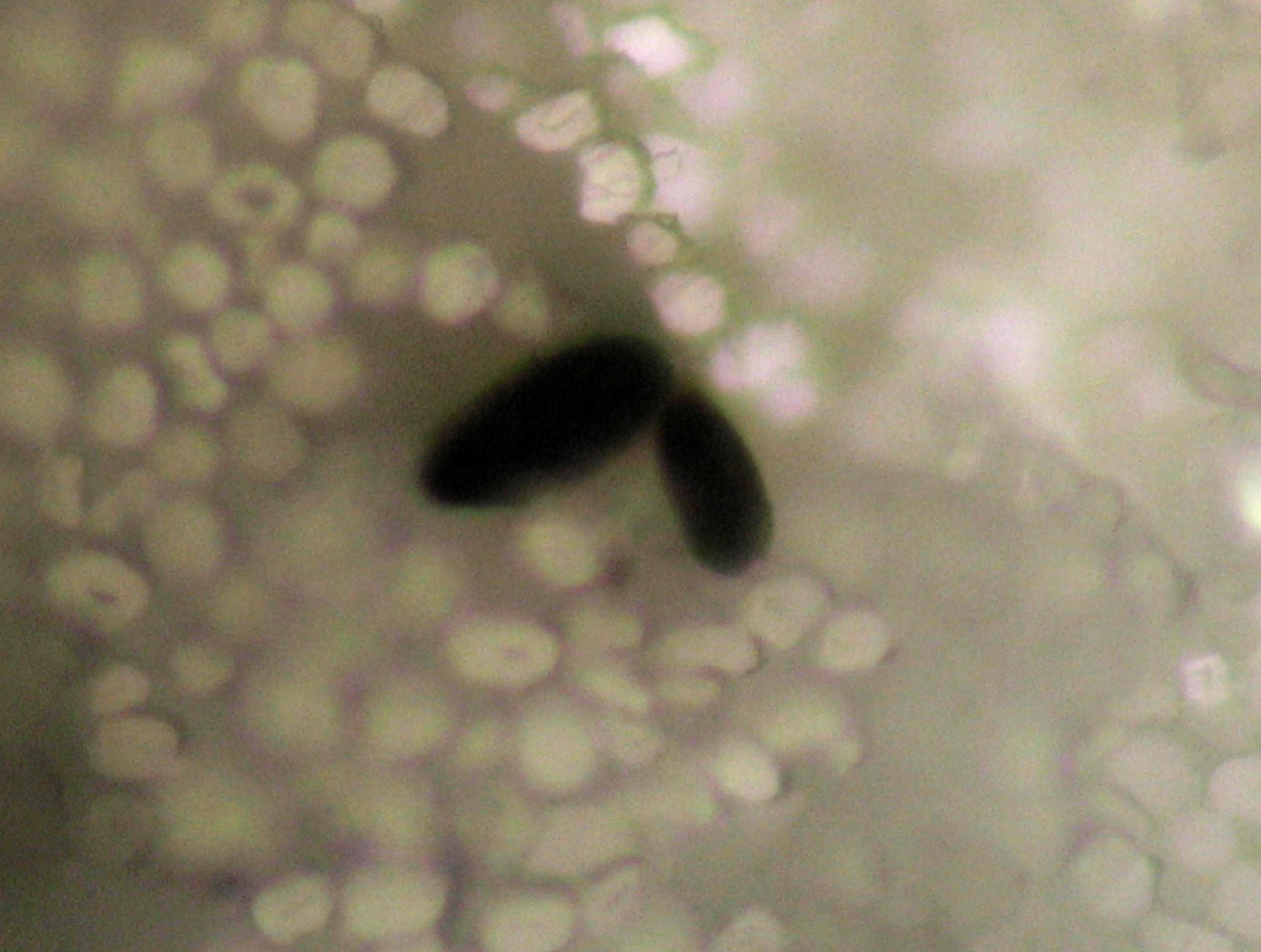
Coupe transversale (forme ellipsoïdale).

Bien qu'une forte adhérence des moules aux récifs rocheux soit nécessaire à leur survie, ces organismes sessiles peuvent se libérer du substrat pour retrouver leur mobilité lorsqu'ils rencontrent des prédateurs ou un environnement difficile,,.

## Byssogénèse
Les fibres du byssus sont produites par une glande dite glande byssogène, caractéristique de certaines espèces des familles Mytilidae, Arcidae, Anomiidae, Pinnidae, Pectinidae, Dreissenidae et Unionidae.
Le byssus est formé de deux constituants sécrétés indépendamment et circulant dans des microvaisseaux, d'une part une solution riche en protéines adhésives et d'autre part une solution ionique riche en Fe3+ et V3+. Les deux liquides se rencontrent à proximité immédiate de l'eau de mer et réagissent sous l'effet du pH qui passe de 2 à 8, formant alors un réseau très robuste et de forte adhérence. Quand une moule rencontre une crevasse, elle y crée une chambre à vide, à la manière d'un plombier avec sa ventouse. Le byssus est déversé dans cette chambre sous la forme d'une mousse liquide collante. Le pied du mollusque pompe alors cette mousse, ce qui produit des filaments de la taille d'un cheveu humain.
Les fibres, à base de protéines quinone et de kératine, ont une cuticule extérieure riche en tyrosine, un acide aminé particulier très adhésif même sous l'eau. Elles s'associent avec des ions ferriques, ce qui donne un complexe très résistant à l'usure et une grande capacité d'extension.

## Usages

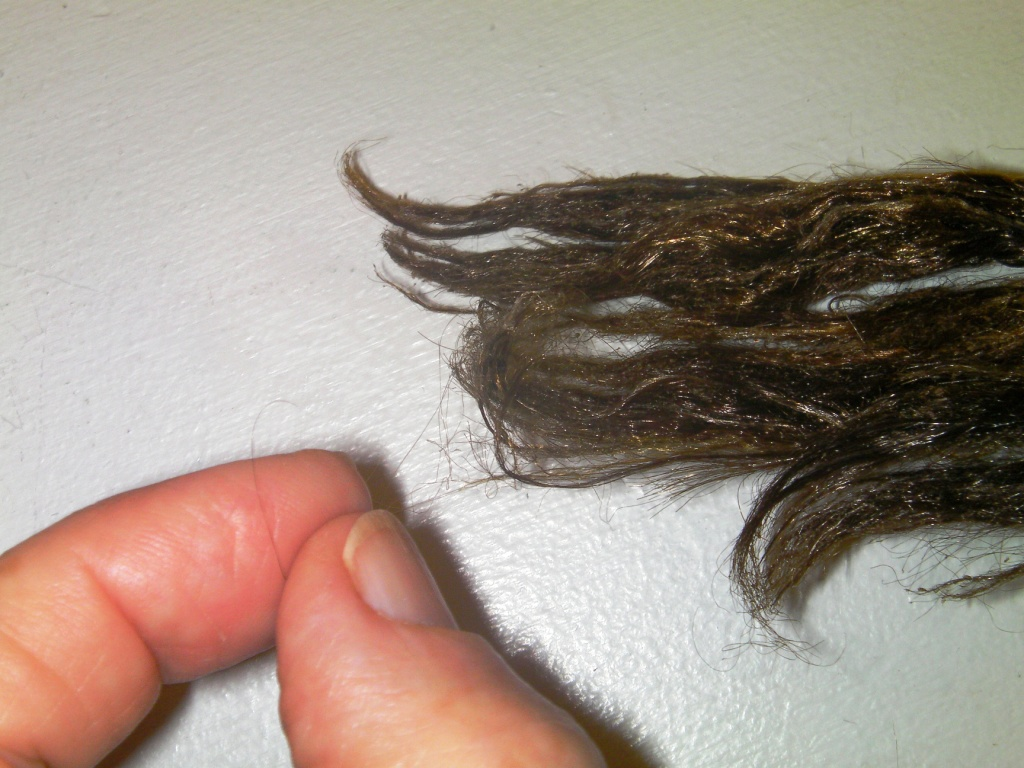
Certaines moules produisent un byssus très fin, apte à être cardé puis tissé.

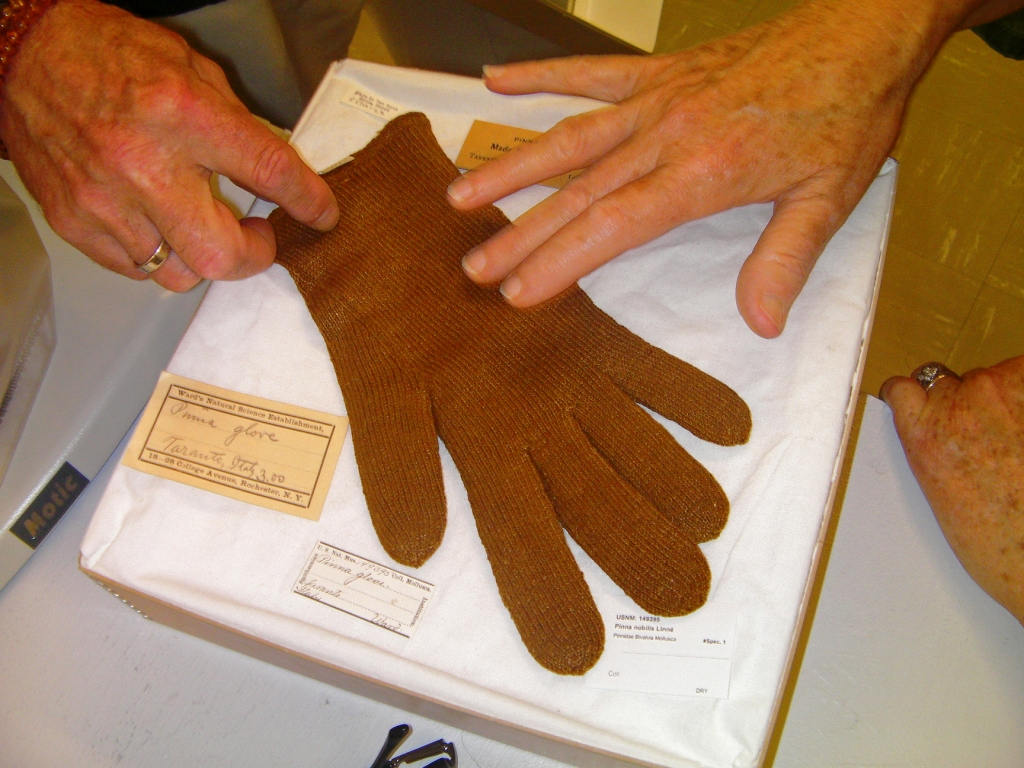
Gant tricoté en soie marine. Golfe de Tarente (Italie).

En Méditerranée, le mollusque bivalve Pinna nobilis produit un byssus pouvant dépasser 6 cm que l'on transforme en un textile appelé soie de mer (en) ou laine de poisson. Cette matière, sorte de soie brune aux reflets dorés, était connue de certains peuples antiques du bassin méditerranéen. De nombreux textes grecs anciens tels que la version grecque du texte de la pierre de Rosette, mentionnent un textile fort onéreux sous le terme de byssus mais on sait aujourd'hui qu'il s'agissait non pas du byssus de mollusque mais de tissu de lin. La Toison d'or de la mythologie aurait été selon certains historiens une référence au véritable byssus de la grande nacre. 
Des textes du IXe siècle évoquent déjà la récolte de byssus et les qualités exceptionnelles de cette matière.
Cette activité a duré jusqu'au milieu du XXe siècle dans le golfe de Tarente et en Sardaigne. Chaque coquillage donne moins de deux grammes de fibres. Le byssus est alors lavé, éclairci par un procédé chimique, puis cardé.
On utilise notamment le byssus pour confectionner des gants, des bonnets, mais toujours des objets luxueux. 
La soie de mer n'est plus produite qu'en Sardaigne et uniquement par quelques rares femmes de Sant'Antioco, comme Chiara Vigo, qui en maîtrisent l'art,,, sinon le prélèvement de byssus n'a cours que pour réparer d'anciens habits. Le byssus d'Atrina pectinata, un coquillage de la même famille, a été utilisé près de Sant'Antioco pour tisser de la soie de mer comme substitut de Pinna nobilis, espèce en danger critique d'extinction.

### Attestations archéologiques
- Bonnet du XIVe siècle découvert à Saint-Denis (Seine-Saint-Denis, région Île-de-France, France).
- Le voile de Manoppello - le visage de Jésus, au moment de la mise au tombeau, aurait été imprimé sur ce byssus, relique arrivée à Manoppello (province de Pescara, région Abruzzes, Italie) en 1506.

## Bioinspiration
En 2007 des chercheurs ont synthétisé un polymère de la dopamine, dit polydopamine, qui pourrait servir de colle biologique fine en chirurgie et sur certaines prothèses délivrant des médicaments encapsulés dans des nanostructures,.
Les propriétés remarquables du byssus ont donné l'idée à des chercheurs en génie génétique d'insérer de l'ADN de moule dans des cellules de levure[réf. nécessaire].

#### À propos de l'ultrastructure du byssus
- Aurelio Bairati et L. Vitellaro Zuccarello, « The ultrastructure of the byssal apparatus of Mytilus galloprovincialis », Cell and Tissue Research, vol. 166, no 2,‎ février 1976 (ISSN 0302-766X et 1432-0878, DOI 10.1007/bf00227043, lire en ligne, consulté le 10 mars 2022)
- E Bell et J Gosline, « Mechanical design of mussel byssus: material yield enhances attachment strength », Journal of Experimental Biology, vol. 199, no 4,‎ 1er avril 1996, p. 1005–1017 (ISSN 1477-9145 et 0022-0949, DOI 10.1242/jeb.199.4.1005, lire en ligne, consulté le 10 mars 2022)
- Christine V. Benedict et J. Herbert Waite, « Composition and ultrastructure of the byssus ofMytilus edulis », Journal of Morphology, vol. 189, no 3,‎ septembre 1986, p. 261–270 (ISSN 0362-2525 et 1097-4687, DOI 10.1002/jmor.1051890305, lire en ligne, consulté le 10 mars 2022)
- C. H. BROWN, « Some Structural Proteins of Mytilus edulis », Journal of Cell Science, vol. s3-93, no 24,‎ 1er décembre 1952, p. 487–502 (ISSN 1477-9137 et 0021-9533, DOI 10.1242/jcs.s3-93.24.487, lire en ligne, consulté le 10 mars 2022)
- J. Herbert Waite, « The Formation of Mussel Byssus: Anatomy of a Natural Manufacturing Process », dans Structure, Cellular Synthesis and Assembly of Biopolymers, Springer Berlin Heidelberg, 1992, 27–54 p. (ISBN 978-3-662-22440-3, DOI 10.1007/978-3-540-47207-0_2, lire en ligne)